# 올레크 펜콥스키
올레크 블라디미로비치 펜코프스키(러시아어: Оле́г Влади́мирович Пенько́вский, 1919년 4월 23일~1963년 5월 16일)은 러시아 총정보국의 장교로, 1950년대 말부터 1960년대 초까지 소비에트 연방의 쿠바 미사일 배치를 영국과 미국에 전해서 쿠바 미사일 위기에 영향을 주었다. 그는 KGB에게 1962년 10월 22일 체포당했다. 그는 간첩죄와 반역죄 유죄 선고를 받았고 1963년 5월 16일 처형당했다.

## 같이 보기
- 올레크 고르디옙스키